# Donald Dean
Donald Wesley Dean (* 21. Juni 1937 in Kansas City, Missouri) ist ein US-amerikanischer Schlagzeuger des Modern Jazz.

## Leben und Wirken
Dean wuchs in Kansas City auf; ab 1961 wirkte er als professioneller Musiker in Los Angeles, wo er mit Kenny Dorham spielte. In den 1960er Jahren arbeitete er außerdem mit Ray Crawford, Andrew Hill, Carmell Jones, Dexter Gordon, George Shearing, Harold Land, Yusef Lateef, Ron Carter, Hampton Hawes und Gerald Wilson. Von 1968 bis 1972 gehörte er der Band von Les McCann an, mit der er 1969 auf dem Montreux Jazz Festival gastierte (der Mitschnitt des Konzertes erschien auf dem Album Swiss Movement von McCann und Eddie Harris). 1972 trat er in Montreux mit Rahsaan Roland Kirk und McCann auf, um dann bis Mitte der 1970er Jahre bei Jimmy Smith zu arbeiten und aufzunehmen (Bluesmith, Testifyin’). Später gehörte er dem Oktett von Horace Tapscott an. In den 1990er Jahren gründete er das Donald Dean Septett; 1996 erschien sein erstes Album Diversity auf dem Label Posi-Tone, an dem Musiker wie Bobby Pierce (Piano/Orgel), Charles Owens (Tenorsaxophon) und Thurman Green (Posaune) mitwirkten. Auf dem Jazzfest Berlin 1998 begleitete er Oscar Brown Jr. und Pee Wee Ellis; im gleichen Jahr war er mit Tapscott an der Geburtstagsfeier von Freddie Hubbard in Leimert Park beteiligt. Weiterhin tourte er 1999 mit Luluk Purwanto, mit der er bereits 1992 und 1994 aufnahm, durch Europa und arbeitete dann mit dem Pianisten Phil Wright und dem Gitarristen Tomas Janzon.
Seine umfangreiche Foto- und Mitschnittsammlung ist ein Grundstock der Sammlungen des Los Angeles Jazz Institute.